# Festivalissimo
 (septembre 2012).
Festivalissimo est un festival de films ibéro-latino-américains du Québec et Canada qui s'est tenu à Montréal de 1997 à 2012,.

## Historique
Festivalissimo fut créé en 1997 par Elisa Pierna sous le nom de la Muestra cultural ibero-latino-americana de Montreal. Grâce à l’appui de la communauté et des corps consulaires ibéro-latino-américains montréalais, il devint très vite un important diffuseur des cinématographies d’Espagne, du Portugal et des 24 pays de l'Amérique Latine.
En 2000, il intègre les volets Spectacles et Arts visuels à sa programmation annuelle. Il créa également des ateliers pédagogiques destinés aux étudiants de tous niveaux des écoles secondaires québécoises et américaines. Plus de 10 000 élèves y participèrent.
En plus de l’appui d’une vingtaine d’entreprises privées, l’organisme obtint en 2001 ses premières subventions gouvernementales[réf. nécessaire]. Ce fut au cours de cette même année que La muestra cultural adopta le nom officiel de Festivalissimo.
En 2006, avec le réalisateur André Melançon comme président d’honneur, Festivalissimo inaugura une nouvelle section thématique intitulée Latinos Del Norte (les Latinos du Nord), proposant une série de documentaires, de courts et de longs métrages produits par des réalisateurs canadiens de toutes origines.
Un autre volet, intitulé Rencontres Nord-Sud, fut fondé dans le but de développer un réseau de distribution durable entre le marché cinématographique canadien et le marché cinématographique ibéro-latino-américain.

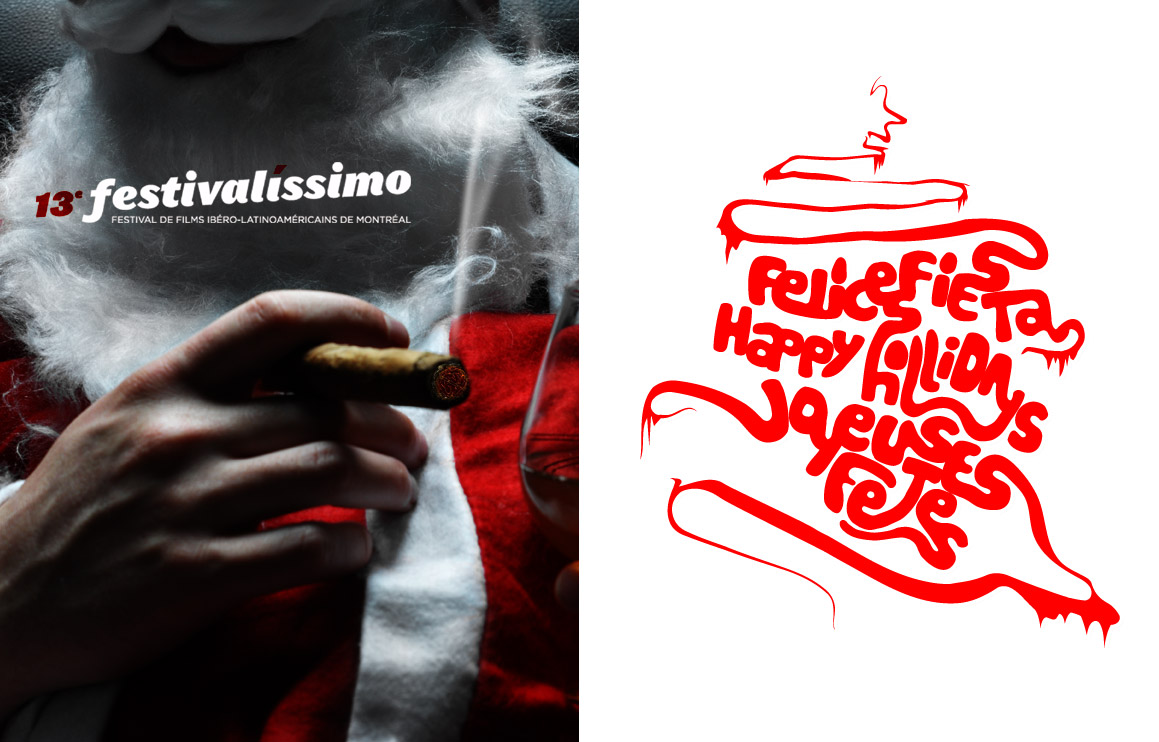